# Olivier Reverdin
Pour les articles homonymes, voir Reverdin.
Olivier Reverdin, né le 15 juillet 1913 et mort le 16 juin 2000, est un homme politique et universitaire suisse.

## Formation
Olivier Reverdin étudie au collège, à l'Université de Genève, à la Sorbonne, à l'École pratique des hautes études et au Collège de France à Paris. Il est membre étranger de l'École française d'Athènes. Il obtient une licence ès lettres et un doctorat.

## Activités dans l'enseignement
Professeur à l'École des Roches à Verneuil-sur-Avre en 1939, maître au collège moderne et au Collège de Genève (1939-1941), privat-docent (1945-1958), puis professeur de langue et de littératures grecques (dès 1958) à l'Université de Genève. Il préside le Conseil de fondation de la faculté de théologie de l'Université de Genève de 1960 à 1965[réf. nécessaire].

## Activités scientifiques
Les activités scientifiques d'Olivier Reverdin le conduisent à présider la Société suisse des sciences humaines. Il est membre de la Commission pour la science atomique, président du Conseil national de la recherche de 1963 à 1980 et membre du Conseil de la Science.

## Journalisme
Il est rédacteur parlementaire (1945-1954) du Journal de Genève puis rédacteur en chef de ce journal (1954-1959). Il explique dans son dernier numéro (28 février 1998) que le journal est très mal géré, mais doté du prestige de René Payot. Ensuite, il est directeur puis président du Conseil d'administration de ce quotidien. Il est chroniqueur à la Radio suisse romande pour les affaires fédérales de 1948 à 1957.

## Politique
Sur le plan politique, il milite, dans les années 1930, dans le groupuscule secret d'extrême droite  "Les Equipes", créé et dirigé par Théodore de Gallatin, et en 1936 il participe au "Coup du cocotier", une manipulation électorale qui visait à ne pas réélire les caciques de droite au Grand Conseil genevois. Il est conseiller à l'ambassade suisse à Rome de 1941 à 1944. Après la guerre, il est élu libéral au Conseil national de 1955 à 1971, puis conseiller aux États genevois de 1971 à 1979. Il siège à l'Assemblée parlementaire du Conseil de l'Europe de 1964 à 1973. Jusqu'à l'élection de Liliane Maury Pasquier en 2018, il est le seul Suisse à avoir présidé cette assemblée (1969-1972),. Il prend publiquement position dans le Journal de Genève en faveur du Coup d'État du 21 avril 1967 en Grèce et de la dictature des colonels. Il recueille, sans être candidat, 44 voix lors de l'élection au Conseil fédéral en 1971, voix qui font défaut à Pierre Graber. Dans les années 1980 il fait partie de la P-26.

## Environnement
Olivier Reverdin est membre fondateur du Club de Rome en 1968 et du WWF suisse,. Il est membre de l'Union internationale pour la conservation de la nature et de la Fondation suisse pour l'aménagement du paysage.

## Appréciation d'ensemble
(octobre 2022).
Olivier Reverdin était avant tout un homme de vaste culture et un humaniste au large horizon. En tant qu'helléniste il ébahit les étudiants cancres que nous étions et nous disant "ce dimanche j'ai relu l'Odyssée". Il est évident qu'il l'avait relue dans le texte. Pour illustrer l'étendue de sa culture il faut mentionner qu'il s'intéressait aussi aux langues préindoeuropéennes. Il avait été frappé en particulier par les noms de lacs comme le Léman, le Bodan, le Verbano, étymes qu'on ne peut  pas reconduire à l'indoeuropéen et qui restent intraduisibles. Il souhaitait qu'en Suisse se format un centre  de spécialistes pour étudier de près les toponymes, oronymes, hydronymes, noms de fleurs, de plantes, d'animaux qui remontent au substrat préindoeuropéen et qui ont subsisté  dans nos quatre langues nationales. " Notre culture, disait-il ne commence ni avec les Celtes ni avec les Romains, mais bien avant". Malgré sa réputation et ses hautes charges c'était un homme accessible qui ne dédaignait pas d'échanger des idées et  des connaissances avec des inconnus. À sa mort, le président du Conseil national, Hans-Peter Seiler, lui rend hommage en ces termes : "Il est rare de rencontrer en l'être humain tout à la fois un humanisme vibrant, une dimension internationale et un équilibre éthique autant qu'intellectuel. Ces qualités étaient pourtant l'apanage de notre ancien collègue Olivier Reverdin. Sa forte personnalité a fait de lui une figure de proue non seulement de par son lien de parenté avec le général Dufour mais également par ses qualités de diplomate, mises dès son plus jeune âge et en des moments difficiles au service du pays. Il illustra le Journal de Genève d'une plume particulièrement brillante comme rédacteur parlementaire puis comme rédacteur en chef et directeur".
Source : Éloge de Olivier Reverdin prononcé par Hans-Peter Seiler le 21 juin 2000 à Berne.

## Postérité
Son fils Jacques fut ambassadeur de Suisse au Japon avant de prendre sa retraite[réf. nécessaire].

## Récompenses et distinctions
- Médaille d'or Robert Schuman, 1974[1].
- Doctorat honoris causa de l'université de Neuchâtel, 1992[2].

## Publications
Il publie notamment :
- La Religion de la Cité platonicienne (1945)
- La Guerre du Sonderbund vue par le Général Dufour, Éditions Slatkine, 1947, documentaire(Olivier Reverdin est un descendant du Général Dufour)
- Quatorze calvinistes chez les topinambours (1956)
- La Crète, berceau de la civilisation européenne (1960)
- Connaissance de la Suisse (1962)